# Боговићи (Пале)
Боговићи су насељено мјесто у општини Пале, Република Српска, БиХ. Према попису становништва из 1991. у насељу је живјело 147 становника.

## Становништво
| Демографија | Демографија | Демографија |
| Година      | Становника  | Становника  |
| ----------- | ----------- | ----------- |
| 1961.       | 419         |             |
| 1971.       | 311         |             |
| 1981.       | 183         |             |
| 1991.       | 147         |             |